# Deutsches Jugendherbergswerk

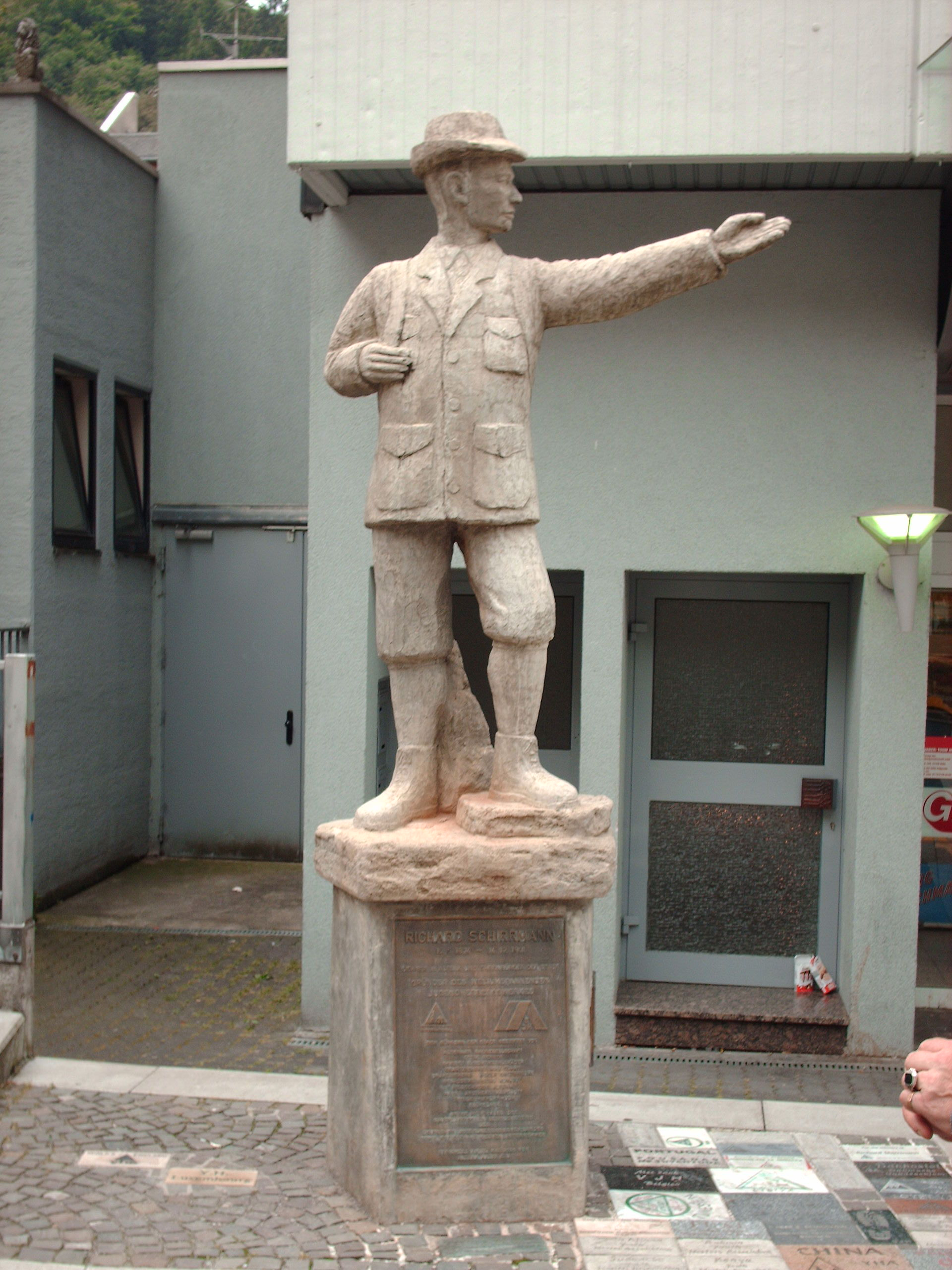
Pomnik Richarda Schirrmanna w Altenie

Deutsches Jugendherbergswerk (skr. DJH) jest organizacją pożytku publicznego zrzeszającą schroniska młodzieżowe w Niemczech. Zrzesza łącznie 506 schronisk młodzieżowych w Niemczech (według stanu na rok 2014) i jest największym członkiem międzynarodowego stowarzyszenia schronisk młodzieżowych Hostelling International (HI). Zarząd główny stowarzyszenia ma siedzibę w Detmold i zrzesza on 14 organizacji krajów związkowych, i 178 lokalnych związków należących do stowarzyszenia. Całe stowarzyszenie w Niemczech liczy ponad 2 milionów członków.
Członkostwo w Deutsches Jugendherbergswerk jest warunkiem otrzymania noclegu w schronisku w Niemczech. Za granicą członkowie stowarzyszenia mogą korzystać z sieci schronisk zrzeszonych w Hostelling International oraz uzyskać tam rabaty. O członkostwo w DJH należy wnioskować we właściwej ze względu na miejsce zamieszkania organizacji kraju związkowego (landu).
Deutsches Jugendherbergswerk jest członkiem stowarzyszenia Europäische Bewegung Deutschland.

## Historia
Ideę stworzenia sieci schronisk zapoczątkował niemiecki nauczyciel Richard Schirrmann. Gdy w czasie jednej z kilkudniowych wycieczek grupa uczniów pod jego opieką z powodu złej pogody musiała ratować się noclegiem w szkole w Bröl (Hennef), Schirrmann postanowił zaradzić takim zdarzeniom w przyszłości. W 1910 napisał artykuł do „Kölnische Zeitung”, w którym przedstawił pomysł utworzenia sieci schronisk. Wkrótce udało mu się pozyskać niezbędne wsparcie finansowe. W 1912 powstało pierwsze stałe schronisko młodzieżowe na zamku Altena. Schirrmann został jego kierownikiem.

## Organizacje krajów związkowych (landów) Niemiec
Deutsches Jugendherbergswerk jest podzielony na 14 autonomicznych organizacji krajów związkowych (landów) Niemiec.
Te organizacje to:
- Landesverband Baden-Württemberg e. V.
- Landesverband Bayern e. V.
- Landesverband Berlin-Brandenburg e. V.
- Landesverband Hannover e. V.
- Landesverband Hessen e. V.
- Landesverband Mecklenburg-Vorpommern e. V.
- Landesverband Nordmark e. V. (Hamburg, Schleswig-Holstein und Nord-Niedersachsen)
- Landesverband Rheinland e. V.
- Landesverband Rheinland-Pfalz/Saarland e. V.
- Landesverband Sachsen e. V.
- Landesverband Sachsen-Anhalt e. V.
- Landesverband Thüringen e. V.
- Landesverband Unterweser-Ems e. V.
- Landesverband Westfalen-Lippe gGmbH